# Anders Lindegaard
Anders Rosenkrantz Lindegaard (născut pe 13 aprilie 1984) este un fotbalist danez care din noiembrie 2010 joacă pe postul de portar la Burnley FC în Premier League. A debutat ca fotbalist profesionist la clubul din orașul natal Odense Boldklub, dar a plecat de acolo nereușind să se impună la prima echipă. A impresionat pentru prima dată în 2009 când a reușit să câștige Cupa Norvegiei cu Aalesunds. În 2010 a fost numit Portarul Anului atât în Danemarca cât și în Norvegia.
A reprezentat naționala Danemarcei la nivelurile U19 și U20, debutul la prima reprezentativă constituindu-l un meci împotriva Islandei din septembrie 2010.

## Statistici carieră

### Club
La 5 January 2014.
| Club              | Sezon        | League  | League | Cupă    | Cupă   | Cupa Ligii | Cupa Ligii | Europa  | Europa | Other   | Other  | Total   | Total  |
| Club              | Sezon        | Meciuri | Goluri | Meciuri | Goluri | Meciuri    | Goluri     | Meciuri | Goluri | Meciuri | Goluri | Meciuri | Goluri |
| ----------------- | ------------ | ------- | ------ | ------- | ------ | ---------- | ---------- | ------- | ------ | ------- | ------ | ------- | ------ |
| OB                | 2003–04      | 0       | 0      | 0       | 0      | –          | –          | 0       | 0      | –       | –      | 0       | 0      |
| OB                | 2004–05      | 0       | 0      | 0       | 0      | –          | –          | 0       | 0      | –       | –      | 0       | 0      |
| OB                | 2005–06      | 0       | 0      | 0       | 0      | –          | –          | –       | –      | –       | –      | 0       | 0      |
| OB                | 2006–07      | 1       | 0      | 0       | 0      | –          | –          | 0       | 0      | –       | –      | 1       | 0      |
| OB                | 2007–08      | 1       | 0      | 0       | 0      | –          | –          | 0       | 0      | –       | –      | 1       | 0      |
| OB                | 2008–09      | 0       | 0      | 0       | 0      | –          | –          | 0       | 0      | –       | –      | 0       | 0      |
| OB                | 2009–10      | 4       | 0      | 0       | 0      | –          | –          | 2       | 0      | –       | –      | 6       | 0      |
| OB                | Total        | 6       | 0      | 0       | 0      | –          | –          | 2       | 0      | –       | –      | 8       | 0      |
| Kolding (loan)    | 2008–09      | 10      | 0      | 0       | 0      | –          | –          | –       | –      | –       | –      | 10      | 0      |
| Aalesund          | 2009         | 26      | 0      | 3       | 0      | –          | –          | –       | –      | –       | –      | 29      | 0      |
| Aalesund          | 2010         | 30      | 0      | 1       | 0      | –          | –          | 2       | 0      | 1       | 0      | 34      | 0      |
| Aalesund          | Total        | 56      | 0      | 4       | 0      | –          | –          | 2       | 0      | 1       | 0      | 63      | 0      |
| Manchester United | 2010–11      | 0       | 0      | 2       | 0      | 0          | 0          | 0       | 0      | 0       | 0      | 2       | 0      |
| Manchester United | 2011–12      | 8       | 0      | 1       | 0      | 0          | 0          | 2       | 0      | 0       | 0      | 11      | 0      |
| Manchester United | 2012–13      | 10      | 0      | 1       | 0      | 1          | 0          | 1       | 0      | 0       | 0      | 13      | 0      |
| Manchester United | 2013–14      | 0       | 0      | 1       | 0      | 1          | 0          | 0       | 0      | 0       | 0      | 2       | 0      |
| Manchester United | Total        | 18      | 0      | 5       | 0      | 1          | 0          | 3       | 0      | 0       | 0      | 27      | 0      |
| Career total      | Career total | 76      | 0      | 9       | 0      | 1          | 0          | 6       | 0      | 1       | 0      | 93      | 0      |

### Internațional
La 18 November 2012.
| Danemarca | Danemarca | Danemarca |
| An        | Meciuri   | Goluri    |
| --------- | --------- | --------- |
| 2010      | 4         | 0         |
| 2011      | 1         | 0         |
| 2012      | 0         | 0         |
| Total     | 5         | 0         |

## Palmares

### Club
Aalesund
- Cupa Norvegiei (1): 2009

Odense Boldklub
- Cupa Danemarcei (1): 2007

Manchester United
- Premier League (1): 2012–13
- FA Community Shield (2): 2011, 2013

### Individual
- Kniksen award (1): 2010
- Danish Goalkeeper of the Year (1): 2010